# Prazeres de Aljubarrota
Prazeres de Aljubarrota is een plaats (freguesia) in de Portugese gemeente Alcobaça en telt 3 711 inwoners (2001).